# Lepisorus thunbergianus
Lepisorus thunbergianus är en stensöteväxtart som först beskrevs av Georg Friedrich Kaulfuss, och fick sitt nu gällande namn av Ren-Chang Ching. Lepisorus thunbergianus ingår i släktet Lepisorus och familjen Polypodiaceae. Inga underarter finns listade.

## Bildgalleri

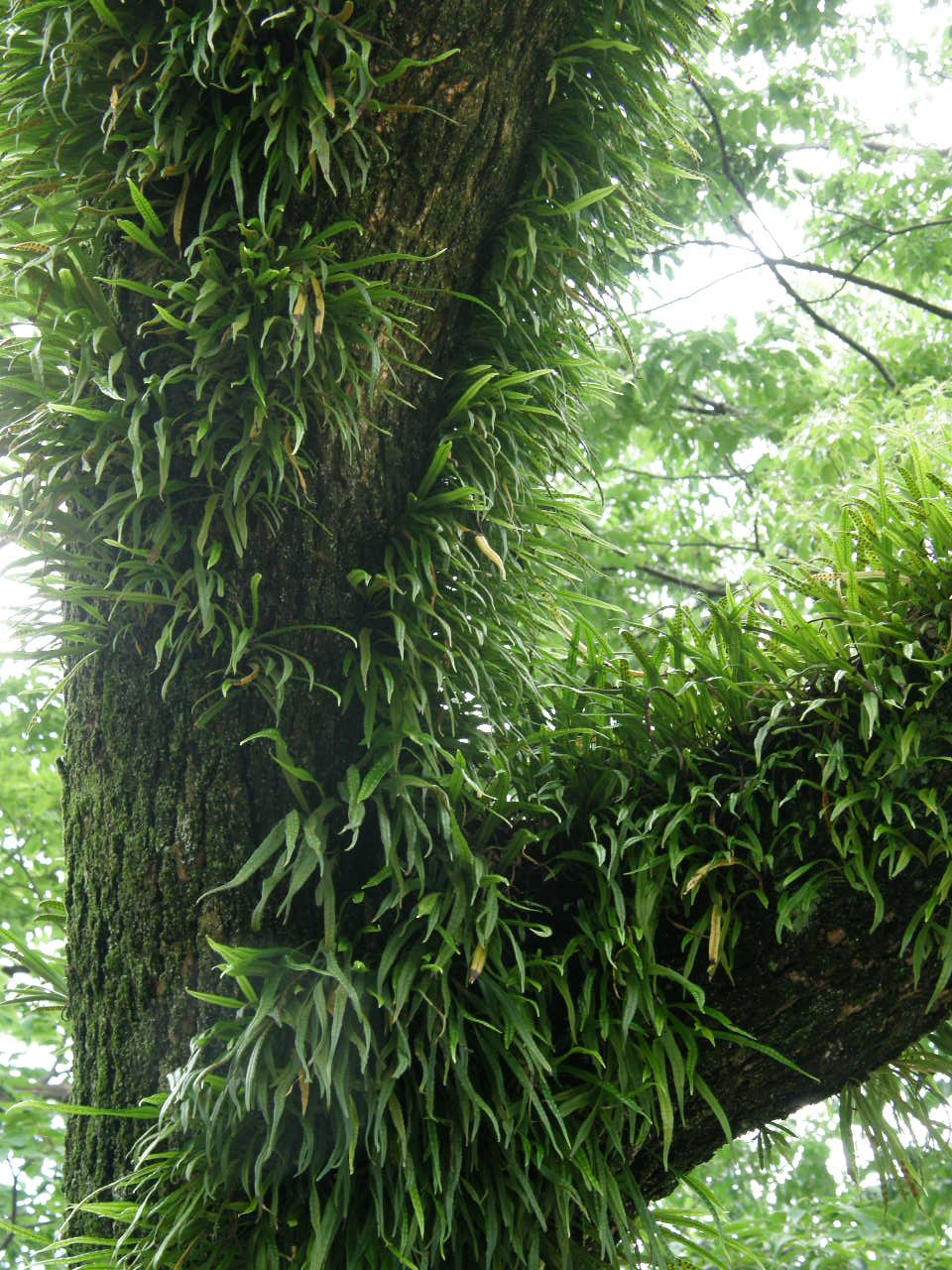